# Phare de Conanicut
Le phare de Conanicut (en anglais : Conanicut Island Light), est un phare inactif situé sur l'île Conanicut, dans la baie de Narragansett, à Jamestown dans le Comté de Newport (État de Rhode Island).
Il est inscrit au Registre national des lieux historiques depuis le 15 février 1988.

## Histoire
Ce phare a été construit principalement pour aider le ferry entre Jamestown et Newport. Le phare se trouve à la pointe nord de l'île Conanicut. La lumière a été désactivée en 1933 et sa lanterne a été retirée.
En 1934, il a été vendu comme surplus du gouvernement et est maintenant une résidence privée. Il est apparu dans le film 2012 de Wes Anderson, Moonrise Kingdom.

## Description
Le phare  est une tour quadrangulaire en bois avec une galerie et sans lanterne de 13 m de haut, attachée à une maison de gardien.
Identifiant : ARLHS : USA-185 .

### Lien connexe
- Liste des phares au Rhode Island